# Cessna 177 Cardinal
Cessna 177 Cardinal är ett högvingat flygplan från Cessna i helmetallkonstruktion med plats för fyra personer inklusive pilot. 177 Cardinal producerades från 1968 till 1978 och var tänkt att ersätta Cessna 172 Skyhawk på marknaden för allmänflyg, men på grund av dyr produktionskostnad och låg efterfrågan lade man ner produktionen medan Cessna 172 fortfarande är i produktion. Planet var till en början utrustat med en Lycoming O-320 på 150 hk men på grund av dålig prestanda ändrades det senare till en Lycoming O-360 på 180 hk istället. Planet tillverkades även i en version med infällbart landningsställ under namnet 177RG, då med en Lycoming IO-360 på 200 hk.

## Varianter
- Cessna 177 – Ursprunglig version med Lycoming O-320 på 150 hk.
- Cessna 177A – Version med starkare Lycoming O-360 på 180 hk.
- Cessna 177B – Förbättrad version med ny vingprofil och constant speed propeller.
- Cessna 177RG – Version med infällbart landställ.